# Eucalanus subtenuis
Eucalanus subtenuis är en kräftdjursart som beskrevs av Giesbrecht 1888. Eucalanus subtenuis ingår i släktet Eucalanus och familjen Eucalanidae. Inga underarter finns listade i Catalogue of Life.